# Montivipera latifii
Montivipera latifii är en ormart som beskrevs av Mertens, Darevsky och Klemmer 1967. Montivipera latifii ingår i släktet Montivipera och familjen huggormar. Inga underarter finns listade i Catalogue of Life.
Arten är bara känd från en bergstrakt i norra Iran söder om Kaspiska havet. Utbredningsområdet ligger på 2180 till 2900 meter över havet.